# A Flirty Affliction
A Flirty Affliction è un cortometraggio muto del 1910 diretto da Gilbert M. 'Broncho Billy' Anderson.

## Produzione
Il film fu prodotto dalla Essanay Film Manufacturing Company. Venne girato negli Essanay Studios - 1333-45 W. di Argyle Street a Chicago, dove la casa di produzione aveva la sua sede.

## Distribuzione
Distribuito dalla General Film Company, il film - un cortometraggio di 126,8 metri - uscì nelle sale cinematografiche USA il 21 settembre 1910. Nelle proiezioni, veniva programmato con il sistema dello split reel, accorpato in un'unica bobina con un altro cortometraggio prodotto dall'Essanay, la commedia A Close Shave.